# Філімоново (Юкаменський район)
Філімо́ново (рос. Филимоново) — присілок у складі Юкаменського району Удмуртії, Росія.
Населення — 69 осіб (2010; 75 в 2002).
Національний склад (2002):
- бесерм'яни — 75 %